# Luigi Aurigemma
Luigi Aurigemma (Napoli, 5 novembre 1923 – Parigi, 16 agosto 2007) è stato un filosofo, psicoanalista e scrittore italiano naturalizzato francese.

## Biografia
Figlio dell'archeologo Salvatore Aurigemma, si laureò in filosofia presso l'Università di Roma nel 1945. Nel 1947, si trasferì a Parigi per motivi di studio, dove intraprese il suo percorso analitico. Per approfondire la sua analisi personale, si trasferì a Zurigo, nel 1961, per lavorare e continuare la sua formazione analitica al C.G. Jung Institute, prima con Lilian Frey, poi con Marie-Louise von Franz, addottorandosi nel 1966. Ritornato quindi a Parigi, venne nominato direttore di ricerca e professore all'École des Hautes Études, per introdurre gli studi junghiani nel contesto francese delle idee e del movimento psicoanalitico. Era analista didatta della Société Francaise de Psychologie Analitique.
Dal 1966 fino al 2007 fu curatore dell'intera opera di Jung per la casa editrice Bollati Boringhieri. Studioso dell'opera junghiana, i suoi scritti vanno visti sia come una vera e propria ricerca sulla vita, la morte ed il dopo, sia come una sua personale ed originale indagine sul significato della sofferenza che contraddistingue il processo di individuazione in senso junghiano.

## Opere

### Monografie
- Il segno zodiacale dello scorpione nelle tradizioni occidentali dall'antichità greco-latina al Rinascimento, Torino: Giulio Einaudi editore, 1976. ISBN 8806524720 (Paris: l'Herne, 2003. ISBN 9782851974310)
- Recenti studi su esperienze psichiche di morenti, Napoli: Istituto italiano per gli studi filosofici, 1987. ISBN 8877230053
- Prospettive junghiane[3], Torino: Bollati Boringhieri editore, 1989. ISBN 8833904873 (Paris: Albin Michel, 1992. ISBN 222605751X)
- Il risveglio della coscienza. Balbettii metafisici, Torino: Bollati Boringhieri editore, 2008. ISBN 9788833919140

### Lavori (selezione)
- "La sofferenza e il male nella prospettiva Junghiana", Rivista di Psicologia Analitica, n. 31, 1985
- "L'idea di spirito nel pensiero di C.G. Jung", in Rivista di Psicologia Analitica, n. 32, 1985
- "Il concetto di sublimazione da Freud a Jung", in Rivista di Psicologia Analitica, n. 36, 1987

### Curatele ed altre
- Pantaleo Carabellese, La conscience concrète, Paris: Éd. Montaigne, 1955 (a cura di)
- Alain Robbe-Grillet, Il voyeur, Torino: Einaudi, 1962 (traduzione)
- Carl Gustav Jung, La dimensione psichica, Torino: Boringhieri, 1972; Bollati Boringhieri, 2003. ISBN 8833902986 (antologia, a cura di)
- Marie-Louise von Franz, Il mito di Jung, Torino: Boringhieri, 1978 (traduzione e introduzione)
- Ania Teillard[4], Il mondo dei sogni: simboli, significati, interpretazioni, Milano: Feltrinelli, 1980 (a cura di)
- Carl Gustav Jung, La saggezza orientale Torino: Bollati Boringhieri, 1983; Bollati Boringhieri, 2012. ISBN 9788833923239 (antologia, a cura di)
- Carl Gustav Jung, Opere, 19 voll., Torino: Bollati Boringhieri, 1966-2007 (anche trad. per i voll. 3, 6 e 11)